# 탄드라 부인
"탄드라 부인"(Mrs. Tantra)은 한국에서 제작된 조명화 감독의 1991년 드라마, 멜로/로맨스 영화이다. 임영규 등이 주연으로 출연하였고 한상호 등이 제작에 참여하였다.

## 출연

### 주연
- 임영규
- 선우일란
- 이주철
- 김용건

## 기타
- 조명: 이민부